# ORP Delfin (1959)
ORP Delfin – polski trałowiec bazowy z okresu zimnej wojny, jeden z dziewięciu zbudowanych na radzieckiej licencji trałowców projektu 254M. Okręt został zwodowany 28 czerwca 1958 roku w Stoczni im. Komuny Paryskiej w Gdyni, a do służby w Marynarce Wojennej przyjęto go 8 marca 1959 roku. Intensywnie eksploatowana jednostka, oznaczona numerami burtowymi T-68 i 608, większą część służby spędziła w 12. Dywizjonie Trałowców Bazowych 8. Flotylli Obrony Wybrzeża w Świnoujściu. Okręt został skreślony z listy floty po 28-letnim okresie użytkowania w marcu 1987 roku, a następnie złomowany.

## Projekt i budowa

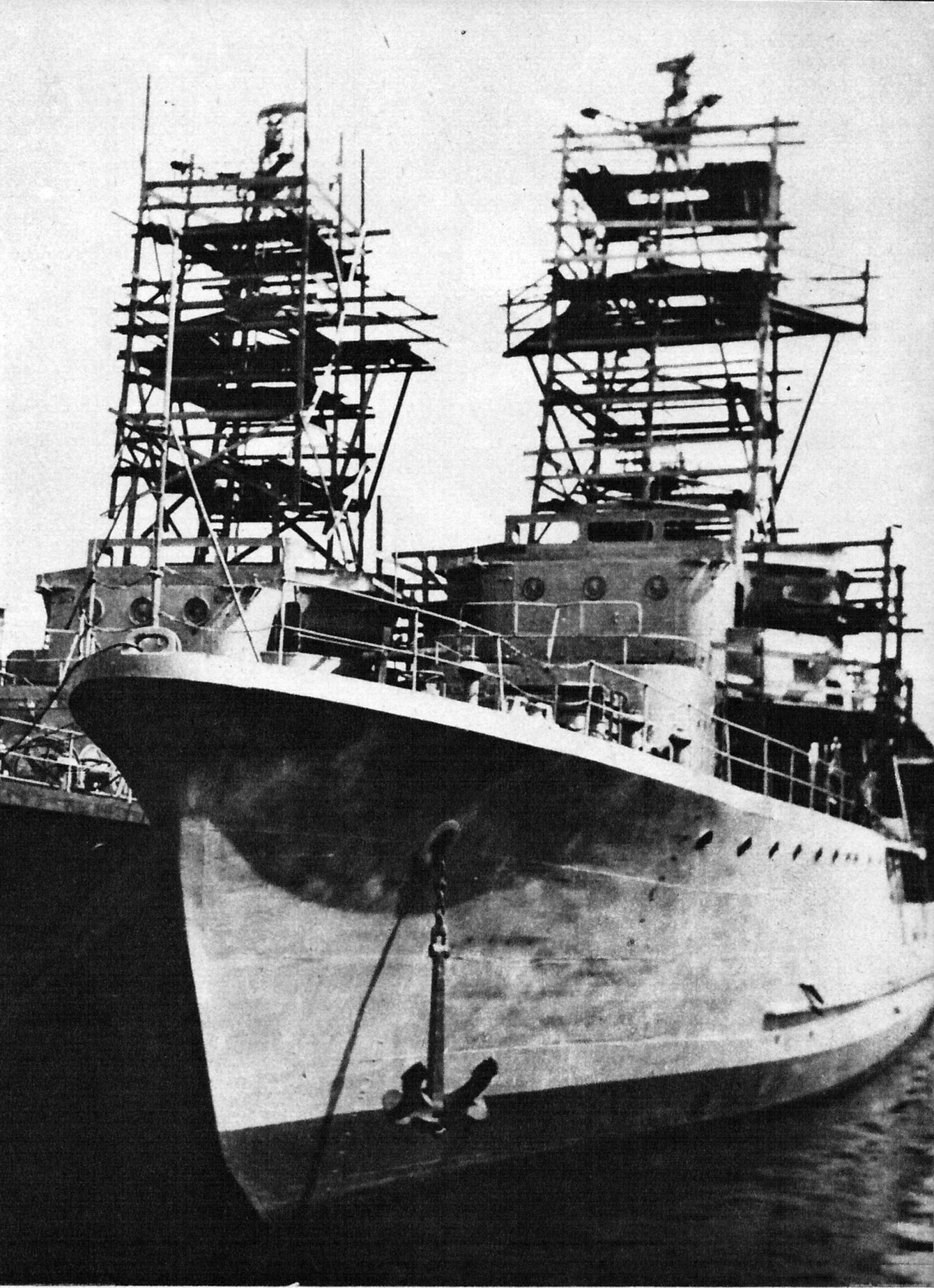
Końcowy etap budowy polskich trałowców projektu 254

Prace nad nowym pełnomorskim trałowcem bazowym rozpoczęły się w ZSRR w 1943 roku. Nowe okręty miały być zdolne do określania granic pól minowych i ich likwidacji, prowadzenia trałowań kontrolnych i rozpoznawczych, torowania przejść w polach minowych, eskortowania za trałami innych jednostek i stawiania min. Dodatkowym wymaganiem była zdolność do wykrywania i niszczenia okrętów podwodnych. W 1947 roku rozpoczęto produkcję seryjną, budując łącznie ok. 180 okrętów w wersjach 254, 254K, 254M i 254A.
Na początku lat 50. w Państwowej Komisji Planowania Gospodarczego i Sztabie Generalnym Wojska Polskiego zapadły decyzje o rozpoczęciu licencyjnej budowy okrętów w polskich stoczniach, w tym trałowców. W styczniu 1953 roku dotarła do Polski dokumentacja techniczna trałowca projektu 254K. Projekt, pod oznaczeniem „Trałowiec 500 ton”, „Projekt 4” i „B 4”, 8 lutego 1954 roku zaaprobowany został do seryjnej budowy przez specjalną komisję Dowództwa Marynarki Wojennej. Początkowo planowano, że budowa prototypowego trałowca rozpocznie się jeszcze w 1953 roku, jednak problemy gdańskiego Centralnego Biura Konstrukcji Okrętowych nr 2 z adaptacją dokumentacji licencyjnej do polskich norm spowodowały, że prace zaczęły się w połowie 1955 roku. Kolejne opóźnienie nastąpiło po otrzymaniu we wrześniu 1955 roku polecenia budowy trałowców w nowszej wersji 254M, jednak z powodu rozpoczęcia prac stoczniowych (i zakupionego w ZSRR wyposażenia) postanowiono pierwsze trzy okręty (późniejsze „Żubr”, „Tur” i „Łoś”) ukończyć w pierwotnej konfiguracji. Dokumentacja techniczna wersji M dotarła do Polski w marcu 1956 roku, lecz zmian w niej dokonywano i później, co spowodowało kolejne opóźnienia programu budowy. Główne zmiany w stosunku do wersji K polegały na wzmocnieniu uzbrojenia (w miejsce czterech podwójnych stanowisk 2M-1 wkm kal. 12,7 mm zamontowano dwa podwójne zestawy działek automatycznych 2M-3M kal. 25 mm i dwa zdwojone stanowiska 2M-7 wkm kal. 14,5 mm, a miotacze bomb głębinowych typu BMB-1 zastąpiły nowsze BMB-2) oraz instalacji nowocześniejszego wyposażenia trałowego (trały kontaktowe MKT-1, akustyczne BGAT i elektromagnetyczny TEM-52M). Okręty miały też inny kształt rufy i związaną z tym większą o 1 metr długość kadłuba. Plany zakładały budowę serii liczącej aż 27 jednostek projektu 254, jednak zawirowania z wersjami i odwilż październikowa sprawiły, że poprzestano na 12 trałowcach (trzech projektu 254K i dziewięciu projektu 254M).
ORP „Delfin” zbudowany został w Stoczni im. Komuny Paryskiej w Gdyni. Stępkę okrętu położono 28 marca 1958 roku, został zwodowany 28 czerwca tego roku, a do służby w Marynarce Wojennej wszedł 8 marca 1959 roku. Trałowiec otrzymał nazwę pochodzącą od zwierzęcia wodnego – delfina.

## Dane taktyczno-techniczne
Okręt był dużym, pełnomorskim trałowcem. Długość całkowita wynosiła 59 metrów (54 metry na konstrukcyjnej linii wodnej), szerokość 8,7 metra i zanurzenie 2,3 metra. Wykonany ze stali, całkowicie spawany kadłub jednostki podzielony był na jedenaście przedziałów wodoszczelnych. Wyporność standardowa wynosiła 549 ton, a pełna 608 ton. Okręt napędzany był przez dwa nawrotne, turbodoładowane czterosuwowe silniki wysokoprężne 9D o łącznej mocy 2200 KM, poruszające poprzez wały napędowe dwiema śrubami nastawnymi WRSz. Maksymalna prędkość okrętu wynosiła 15 węzłów (maks. 8,3 węzła podczas trałowania). Zasięg wynosił 2100 Mm przy prędkości 15 węzłów, 3500 Mm przy 10 węzłach i 1500 Mm z trałem przy prędkości 10 węzłów. Autonomiczność okrętu wynosiła 7 dób.

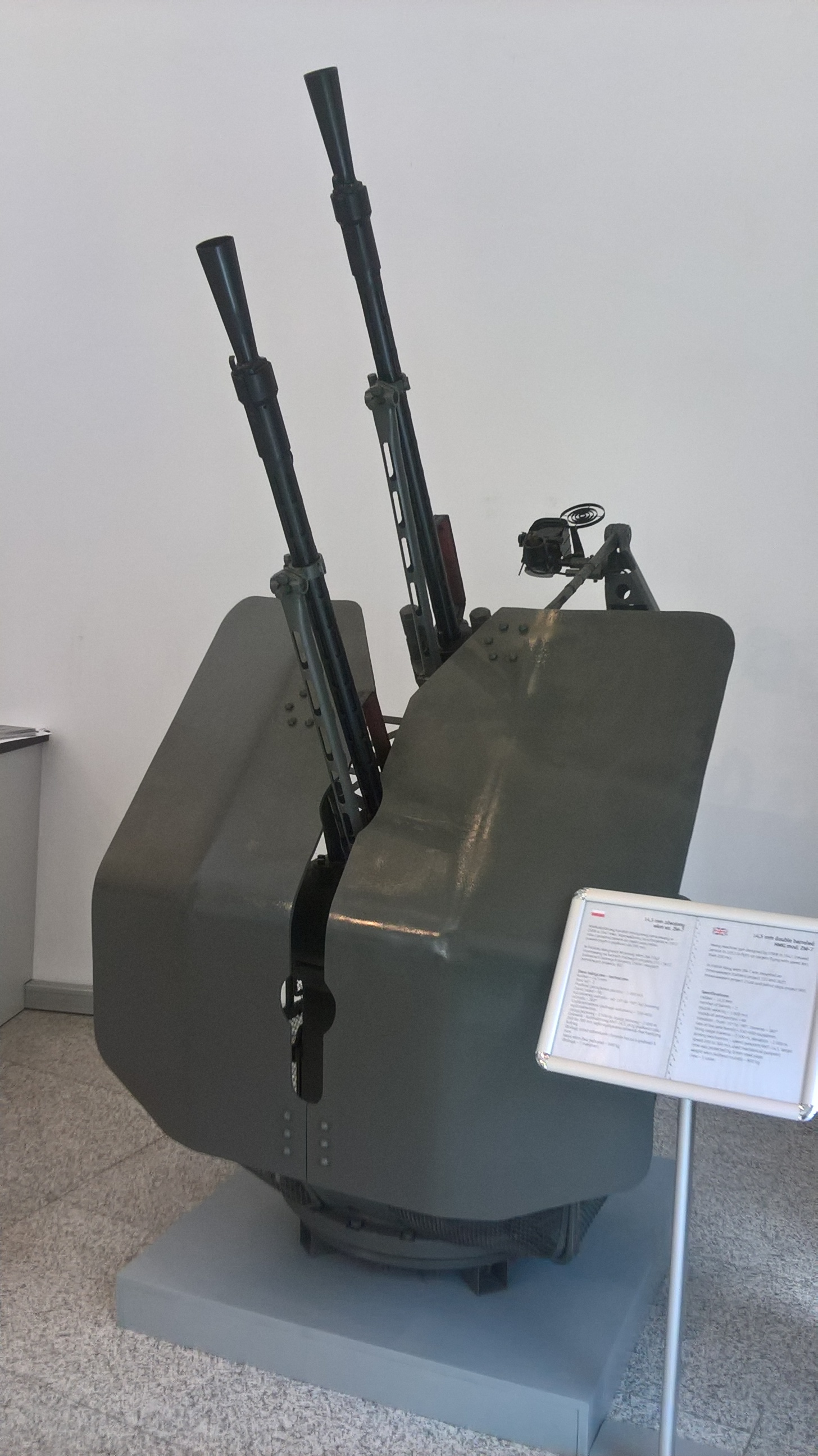
Podwójne stanowisko 2M-7 wkm kal. 14,5 mm

Uzbrojenie artyleryjskie jednostki stanowiły dwa podwójne zestawy działek przeciwlotniczych W-11M kalibru 37 mm L/70, umieszczone na pokładzie dziobowym i łodziowym, z zapasem 1000 sztuk amunicji na lufę. Donośność praktyczna wynosiła 7000 metrów (pozioma), a pułap zwalczania samolotów wynosił około 4000 metrów. Na pokładzie łodziowym, po obu stronach komina umieszczono dwa podwójne zestawy działek automatycznych 2M-3M kal. 25 mm L/112, z łącznym zapasem amunicji wynoszącym 2000 naboi. Na nadbudówce dziobowej znalazły się dwa podwójne stanowiska wielkokalibrowych karabinów maszynowych 2M-7 kal. 14,5 mm L/89, z zapasem 2000 sztuk amunicji na lufę. Broń ZOP stanowiły dwa miotacze BMB-2 z zapasem 10 bomb głębinowych B-1. Ponadto okręt posiadał dwa tory minowe, na których mógł przenosić 10 min typu KB-3 lub 16 wz. 08/39.
Wyposażenie uzupełniały trały: dwa kontaktowe z nożycami MKT-1, jeden trał elektromagnetyczny TEM-52M i dwa akustyczne BGAT. Wyposażenie radioelektroniczne obejmowało system rozpoznawczy „swój-obcy” typu Kremnij-2 (składający się z urządzenia nadawczego Fakieł-MZ i odbiorczego Fakieł-MO), radiostację UKF R-609, nadajnik KF R-644, odbiornik KF R-671, odbiornik pełnozakresowy R-675, radionamiernik ARP-50-1,2M, sonar Tamir-11, radar obserwacji ogólnej Lin-M i system radionawigacji Rym-K, składający się ze stacji odbiorczej Nr 4 i urządzenia Koordinator. Jednostka wyposażona była też w wyrzutnie dla 8 świec dymnych MDSz, windę kablową o uciągu 800 kG, żurawik trałowy o udźwigu 5,8 tony, 10-wiosłową łódź okrętową i tratwy ratunkowe.
Załoga okrętu składała się z 80 oficerów, podoficerów i marynarzy.

## Służba

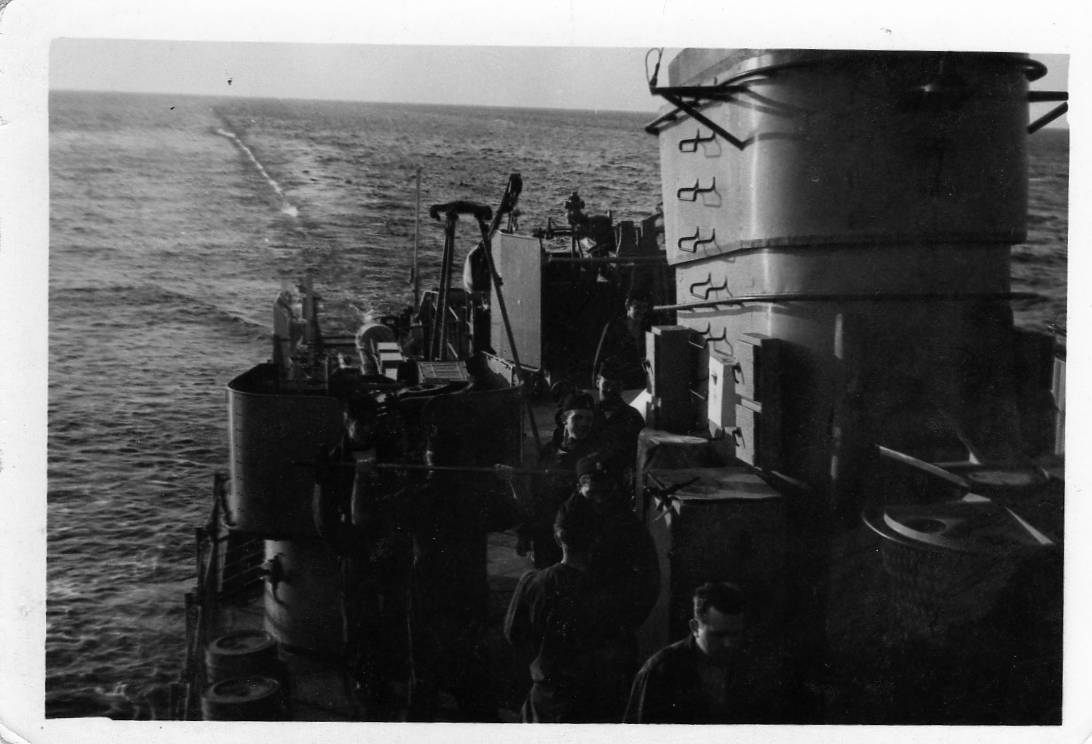
Jeden z polskich okrętów projektu 254 podczas trałowania

Okręt z oznaczeniem burtowym T-68 początkowo wchodził w skład Dywizjonu Trałowców Brygady Obrony Wodnego Rejonu Głównej Bazy, stacjonując na Helu. W 1959 roku „Delfin” po raz pierwszy publicznie zaprezentował się polskiej publiczności, zgromadzonej w Szczecinie podczas Dni Morza. 4 stycznia 1960 roku numer burtowy trałowca został zmieniony na 608. Tego roku okręt uczestniczył w poszukiwaniu min wokół portu w Oksywiu. W lipcu 1964 roku jednostka wzięła udział w przetrałowaniu szlaku żeglugowego z Osetnika do Rozewia, a jesienią roku następnego poszukiwała min na wodach Zatoki Gdańskiej.
W maju 1967 roku jednostka, wraz z bliźniaczymi trałowcami „Rosomak” i „Foka” (rozkazem Dowódcy Marynarki Wojennej nr 022/Org. z 6 kwietnia 1967 roku), została przeniesiona do Świnoujścia i włączona do 12. Dywizjonu Trałowców Bazowych 8. Flotylli Obrony Wybrzeża. Prócz prac trałowych okręt wykorzystywano do pełnienia służby dozorowej, m.in. rejonu Cieśnin Duńskich, a także wspólnych ćwiczeń z jednostkami 2. Brygady Okrętów Desantowych. W 1969 roku jednostka (wraz z bliźniaczymi trałowcami bazującymi w Świnoujściu) wzięła udział w ćwiczeniach Układu Warszawskiego „Odra – Nysa 69”, a 28 czerwca 1970 roku uczestniczyła w morskiej paradzie z okazji 25-lecia Marynarki Wojennej PRL. W drugiej połowie sierpnia 1970 roku okręt wziął udział w poszukiwaniu brytyjskich min niekontaktowych z czasów wojny na wodach międzynarodowych w Zatoce Meklemburskiej. Latem 1972 roku zadaniem jednostki było sprawdzenie północnego toru wodnego Świnoujścia, z którego korzystały promy pasażerskie. W kolejnych latach służby okręt wielokrotnie uczestniczył w ćwiczeniach zabezpieczania desantu, rejsach szkoleniowych z podchorążymi Wyższej Szkoły Marynarki Wojennej na pokładzie i uciążliwych, wielodniowych rejsach dozorowych. Trałowiec przeplatał rutynową służbę wizytami zagranicznymi, odwiedzając Sztokholm we wrześniu 1962 roku i Kopenhagę w sierpniu 1978 roku. W czerwcu 1975 roku okręt uczestniczył w ćwiczeniach o kryptonimie Posejdon-75.
Podczas długoletniej służby, modernizacji poddano wyposażenie radioelektroniczne okrętu: w latach 70. radar Lin-M został zastąpiony nowszym TRN-823, radiostację R-609 wymieniono na R-619, zamontowano też w miejsce radionamiernika ARP-50-1,2M odbiorniki brytyjskiego systemu radionawigacyjnego Decca. W latach 80. usunięto przestarzały system radionawigacji Rym-K, zastępując go nowocześniejszym Bras (z odbiornikiem Hałs). Jednostka została wycofana ze służby po 28-letnim okresie eksploatacji 15 marca 1987 roku, a następnie – po zdemontowaniu w świnoujskim porcie zdatnego do użytku uzbrojenia i wyposażenia – złomowana.